# Schärensprung
Der Schärensprung im Trierer Stadtteil Biewer ist ein jährlich am Faschingsdienstag stattfindendes Spektakel, bei dem die Narren ähnlich wie bei der Echternacher Springprozession durch die Straßen tanzen und Lieder singen. Den springenden Narren folgt häufig ein Festzug mit verschiedenen Motivwagen mit 650 bis 850 Akteuren. Jährlich kommen bis zu 9000 Zuschauer, um dem Schärensprung beizuwohnen. Einige Quellen sprechen sogar von 30.000 Zuschauern. Der Ursprung der Veranstaltung ist bis heute ungeklärt. 1937 wird der Schärensprung im Trierischen Volksfreund als „althergebrachter Brauch“ erwähnt.  Es wird ein keltischer Ursprung vermutet: Der Schärensprung war vermutlich wie viele Karnevalsbräuche ursprünglich eine apotropäische Handlung zur Vertreibung von Geistern.